# Camore
Camore (Schots-Gaelisch: An Cadha Mòr) is een dorp in het zuidoosten van de Schotse lieutenancy Sutherland in het raadsgebied Highland, ongeveer 1 kilometer ten zuidoosten van Evelix en ongeveer 2 kilometer ten westen van Dornoch.